# Чемпіонат світу з біатлону 1970
10-ий чемпіонат світу з біатлону відбувався в січні 1970 року в Естерсунді, Швеція. До програми чемпіонату входили дві гонки: 20-кілометрова індивідуальна гонка та естафета 4х7,5 км. 

## Результати

### 20 км індивідуальна гонка
| Медаль | Ім'я              | Країна   | Промахи | Результат | Відставання |
| ------ | ----------------- | -------- | ------- | --------- | ----------- |
| 1      | Олександр Тихонов | СРСР     | 2       | 1:23:42.1 | 0,0         |
| 2      | Тор Свендсбергет  | Норвегія | 2       | 1:24:36.1 | +54.0       |
| 3      | Віктор Мамотов    | СРСР     | 2       | 1:25:00.4 | +1:18.3     |

### Естафета
| Медаль | Країна                                                                 | Штрафи | Результат | Відставання |
| ------ | ---------------------------------------------------------------------- | ------ | --------- | ----------- |
| 1      | СРСР Олександр Тихонов Віктор Мамотов Рінат Сафін Олександр Ушаков     |        |           |             |
| 2      | Норвегія Тор Свендсбергет Рагнар Твейтен Магнар Солберг Естен Г'єльтен |        |           |             |
| 3      | НДР Ганс-Гюнтер Ян Гансйорг Кнауте Дітер Шпеєр Хорст Кошка             |        |           |             |

## Таблиця медалей
| Місце | Країна   | 1 | 2 | 3 | Всіх |
| ----- | -------- | - | - | - | ---- |
| 1     | СРСР     | 2 | 0 | 1 | 3    |
| 2     | Норвегія | 0 | 2 | 0 | 2    |
| 3     | НДР      | 0 | 0 | 1 | 1    |